# Dragon Ball Super
Dragon Ball Super (jap. ドラゴンボール超, Doragon Bōru Sūpā) ist eine Animeserie, die von Tōei Animation produziert wird. Die erste Folge wurde am 5. Juli 2015 ausgestrahlt. Sie ist der direkte Nachfolger zu Dragon Ball Z. Die Handlung spielt in der zehn Jahre umfassenden Lücke zwischen dem Sieg über Boo und dem Turnier, bei dem Son Goku auf Boos Wiedergeburt Oob trifft. Die Handlung beginnt vier Jahre nach dem Sieg über Boo.
Bei den ersten 27 Folgen handelt es sich inhaltlich um Neuerzählungen der Filme Kampf der Götter und Resurrection ‚F‘.

## Inhalt

### Kampf-der-Götter-Saga
Vier Jahre nachdem Son Goku und seine Freunde Boo besiegt haben, 778 nach der Zeitrechnung von Dragon Ball, erwacht Beerus, der Gott der Zerstörung, aus einem jahrzehntelangen Schlaf. In seinen Träumen hatte er eine Vision von einem Super-Saiyajin-Gott, welcher ein ihm ebenbürtiger Gegner sein soll. Einst existierte schon ein Super-Saiyajin-Gott mit dem Namen Yamoshi der die Bösen Saiyajin bekämpfen wollte. Er scheiterte jedoch. Gemeinsam mit seinem Lehrmeister Whis macht er sich auf die Suche nach diesem Super-Saiyajin-Gott und spürt schließlich die letzten verbliebenen Saiyajins Vegeta und Son Goku auf. Dabei landet er zufällig auf Bulmas Geburtstagsfeier.
Enttäuscht, dass Son Goku und Vegeta nichts von dem Super-Saiyajin-Gott wissen, nimmt er an der Geburtstagsfeier teil und genießt zusammen mit Whis die köstlichen Speisen des Planeten Erde. Als Boo ihn erzürnt, schwört er dann jedoch, die Erde zu zerstören. Son Goku stellt sich ihm und schafft es schließlich ihn aufzuhalten, indem er sich selbst kurzzeitig in einen Super-Saiyajin-Gott verwandelt. Von dem Kampf erschöpft kehrt Beerus auf seinen Heimatplaneten zurück.
Whis, der vom irdischen Essen begeistert ist, besucht jedoch fortan regelmäßig Bulma, die ihn mit den erlesensten Speisen verköstigt, damit er sie und ihre Familie gegebenenfalls vor Beerus beschützen würde. Bei einem dieser Besuche überredet Vegeta Whis schließlich, ihn unter seine Fittiche zu nehmen, und ihn auf Beerus’ Heimatplaneten zu trainieren.

### Goldener-Freezer-Saga
Etwa ein Jahr später, 779, – inzwischen ist Son Gohans und Videls Tochter Pan auf die Welt gekommen – nimmt Whis auch Son Goku mit, um ihn zu trainieren. Währenddessen wird Freezer von seinen Gefolgsleuten wiederbelebt und trainiert für seine Rache.
Nach vier Monaten Training kommt Freezer mit einer 1000 Mann starken Armee auf der Erde an. Piccolo, Son Gohan, Tenshinhan, Krillin, der Herr der Schildkröten und der Weltraumpolizist Jaco – der sie vor Freezers Ankunft gewarnt hat – schaffen es, Freezer und dessen Armee solange aufzuhalten, bis Vegeta, Son Goku, Beerus und Whis auf die Erde zurückkehren.
In seinem Training hat Freezer eine neue Transformationsstufe erreicht: Den „goldenen Freezer“. Demgegenüber stehen Vegeta und Son Goku, die sich nach ihrem Training mit Whis in einen Super-Saiyajin mit Gotteskraft verwandeln können. Freezer ist zunächst stärker als Son Goku, der als erster gegen ihn kämpft, verliert aber dann zunehmend an Stärke, da das Aufrechterhalten seiner neuen Form an seinen Kräften zehrt. Son Goku sieht den Kampf schon gewonnen und achtet nicht mehr auf seine Deckung, weswegen einer von Freezers Männern ihn hinterrücks schwer verletzen kann.
Während Son Goku geheilt wird, kämpft Vegeta für ihn weiter. Da er den Moment, Freezer zu töten etwas herauszögert, um ihn gebührend zu genießen, hat Freezer die Gelegenheit, die Erde zu zerstören und alle seine Bewohner zu töten, außer den Zuschauern des Kampfes, die von Whis in ein Kraftfeld gehüllt wurden. Freezer selbst entkommt, da er im Weltall überleben kann.
Da Whis aber die Fähigkeit hat, die Zeit drei Minuten zurückzudrehen, kann Son Goku Freezer dann doch noch töten, bevor dieser die Erde zerstört.

### Universum-6-Saga
Einige Zeit später wird Beerus’ Zwillingsbruder Champa aus dem benachbarten sechsten Zwillingsuniversum bei einem Besuch bei Beerus auf das köstliche irdische Essen aufmerksam. Da die Erde in seinem Universum ein unbewohnter Planet ist, will er die Erde aus Beerus’ siebtem Universum in sein Universum überführen. Er schlägt Beerus einen Wettkampf vor, bei dem jeweils fünf Repräsentanten des sechsten und siebten Universums um die Erde kämpfen sollen. Falls Beerus’ Team gewinnen sollte, will Champa Beerus sechs der sieben planetengroßen Super-Dragonballs, die absolut jeden Wunsch erfüllen können, überlassen. Beerus willigt in das Turnier ein.
Für das sechste Universum und Champa treten der bärenähnliche Botamo, Freezers Doppelgänger Frost, der Metallmann Magetta, der junge Saiyajin Cabba und der Auftragskiller Hit an. Für das siebte Universum und Beerus treten Son Goku, Piccolo, Vegeta und Monaka an, von dem Beerus behauptet, er wäre der stärkste Kämpfer, gegen den er jemals gekämpft hat. Da Boo, der ebenfalls hätte antreten sollen, den Vorrundentest nicht besteht, tritt das Team von Beerus dezimiert an.
Son Goku gewinnt den ersten Kampf gegen Botamo, verliert aber dann gegen Frost. Nachdem dieser auch Piccolo besiegt hat, stellt sich heraus, dass er eine unerlaubte Körperwaffe eingesetzt hat und wird daher zunächst disqualifiziert. Auf Vegetas Drängen hin tritt Piccolo von dem Turnier zurück und Frosts Disqualifikation wird aufgehoben, damit Vegeta den Betrüger in einem Kampf besiegen kann, was ihm auch mit Leichtigkeit gelingt. Auch die Kämpfe gegen Magetta und Cabba kann Vegeta gewinnen. Dem jungen Saiyajin Cabba bringt er zuvor aber noch bei, wie man sich in einen Super-Saiyajin verwandelt.
Durch eine mysteriöse Technik gelingt es dann Hit, Vegeta mit Leichtigkeit zu bezwingen, woraufhin Son Goku, dessen Niederlage wegen Frosts Betrug zurückgenommen wurde, gegen diesen antritt. Mit Jacos Hilfe gelingt es Son Goku, zu erkennen, dass Hit die Zeit für 0,1 Sekunden anhalten kann. Diesen Zeitstillstand kann Hit im Verlauf des Kampfes sogar noch weiter steigern. Erst mit seiner neuesten Technik – der zehnfachen Kaioken in der Super-Saiyajin-Gott-Form – kann Son Goku Hit in die Enge treiben. Als er dann aber merkt, wie die Technik seinem Körper zusetzt und der Attentäter Hit nicht seine wahre Kraft entfalten kann, da er seinen Gegner nicht töten darf, gibt Son Goku auf.
Als letzter Kämpfer tritt Monaka zitternd in den Ring, der entgegen Beerus Aussage sehr schwach ist und von diesem nur benutzt wurde, um Son Goku und Vegeta zu motivieren. Hit lässt sich aber kurzerhand besiegen, da er Son-Goku für seine Kraftsteigerung danken möchte. Somit ist Beerus und das siebte Universum Sieger des Turniers. Mit seinen gewonnenen Super-Dragonballs wünscht sich Beerus, dass die Erde des sechsten Universums wieder bewohnt ist, sodass Champa doch noch an seine ersehntes irdisches Essen kommt.
Angetan von dem Turnier verkündet Zeno, der König von Allem, ebenfalls ein Turnier zu veranstalten, an dem nun alle zwölf Universen teilnehmen sollen.
Einige Zeit später verschlägt es Vegeta auf den Planeten Potaufeu. Dort ist gerade das lange Zeit versiegelte Übermenschliche Wasser freigesetzt worden. Dieses Wasser kann sich in exakte Kopien von Kämpfern verwandeln, und raubt diesen dabei all ihre Kräfte und Fähigkeiten. Kämpfer, von denen so eine Kopie angefertigt wurde, lösen sich nach kurzer Zeit in Nichts auf. Als das Wasser Vegeta kopiert muss Son Goku zu seiner Rettung eilen und die Kopie töten, bevor sich dieser auflöst.

### Zukunfts-Trunks-Saga
Der Trunks aus der alternativen Zukunft, in der Son-Goku an einem Herzleiden gestorben ist, und C17 und C18 die Welt terrorisiert haben, reist erneut in die Gegenwart, um um Hilfe zu bitten. Diesmal sieht er sich einem Gegner names Goku Black entgegengestellt, der mysteriöserweise wie Son-Goku aussieht. Son-Goku und Vegeta reisen mit Trunks in die Zukunft, um sich dieser Bedrohung zu stellen. Es stellt sich heraus, dass es sich bei Goku Black um den Gott Zamasu handelt, der alle Sterblichen vernichten will. Um dies zu erreichen, hat er sich mit den Super Dragon Balls gewünscht, von Son-Gokus Körper Besitz zu ergreifen, und ist dann in die Alternative Zeitlinie von Trunks gewechselt, wo er sich mit seinem Alternativen Ich verbündet hat. Dieser hat sich wiederum mit den Super Dragon Balls Unsterblichkeit gewünscht.
Nach einem erbitterten Kampf gegen Goku Black und Zamasu, in dem die beiden Bösewichte schließlich fusionieren, wird den Helden klar, dass sie diesem Gegner nicht gewachsen sind. Kurzerhand ruft Son-Goku Zeno herbei, der Zamasu kurzerhand vernichtet – zusammen mit dem gesamten Universum in Trunks Alternativer Zeitlinie. Son-Goku und die anderen können in letzter Sekunde mit ihrer Zeitmaschine entkommen. Anschließend reisen sie noch einmal in diese Zukunft, um Zeno in ihre Zeitlinie mitzunehmen, wo er seitdem die Zeit mit seinem alternativen Ich verbringt.

### Universums-Turnier-Saga
Das von Zeno angekündigte Turnier soll nun stattfinden. Im Vorturnier kämpfen Universum 7 gegen Universum 9 mit jeweils drei verschiedenen Kämpfern. Universum 9 tritt mit Basil, Bergamo und Lavender an, alle drei wolfsähnliche Kreaturen. Für Universum 7 kämpfen Son Gohan, Son Goku und Boo. An Boos Seite steht Mister Satan, da Boo nur das macht, was er ihm sagt. Den ersten Kampf gewinnt Boo knapp. Der zweite Kampf, in welchem Son-Gohan an den Start geht, endet in einem Unentschieden. Schlussendlich kann Son-Goku den dritten Kampf und somit das Vorturnier gewinnen. Der Hohepriester enthüllt, dass bei dem richtigen Turnier nicht alle Universen teilnehmen werden, sondern nur die mit einem zu geringen Entwicklungslevel. Das Universum, welches das Turnier gewinnt, soll erhalten bleiben, während alle anderen von König Zeno ausgelöscht werden sollen. Universen 1, 5, 8 und 12 müssen nicht teilnehmen, da ihr Entwicklungslevel hoch genug ist. Universum 9 hat das niedrigste Entwicklungslevel, Universum 7, in welchem Son-Goku lebt, das zweitniedrigste.
Nun müssen Son-Goku und seine Freunde 10 Kämpfer von Universum 7 bestimmen, um mit diesen am Turnier anzutreten. Fest von Anfang an stehen Son Goku, Boo und Son Gohan. Son-Goku erzählt Son-Gohan davon, dass die verlierenden Universen ausgelöscht werden sollen. Gohan meint daraufhin, dass niemand davon erfahren soll, da ansonsten Panik ausbrechen könnte. Der erste Kämpfer, neben den dreien die im Schaukampf vertreten waren, soll natürlich Vegeta sein. Dieser will allerdings nicht am Turnier teilnehmen, da er bei der Geburt seines zweiten Kindes dabei sein will, welche kurz bevorsteht. Whis löst das Problem kurzerhand, indem er das Baby, welches später den Namen Bra erhält, mit Magie aus Bulma herausholt. Als weitere Kämpfer für das Turnier wählen Son Goku und Son Gohan vorerst Piccolo, Krillin, C 18, C 17, Tenshinhan und Muten Roshi aus, jedoch wollen einige davon nicht mitmachen. Son-Goku überredet seine Freunde, indem er ihnen erzählt, dass die Kämpfer des Gewinnerteams 10 Millionen Zeni erhalten, was jedoch nicht der Wahrheit entspricht. Abgesehen von C 17 erzählt er auch keinem von der drohenden Auslöschung des Universums. Die meisten vermuten zwar, dass Son-Goku ihnen etwas vorenthält, willigen aber dennoch aufgrund des ihnen winkenden Preisgelds ein. Kurz vor dem Start des Turniers erfährt Son-Goku, dass Boo eingeschlafen ist und nicht mehr wachzukriegen sei. Selbst Goku kann Boo nicht aufwecken, weshalb er gezwungen ist nach einem weiteren Kämpfer zu suchen. Daraufhin begibt sich Goku ins Jenseits, um Freezer darum zu bitten, beim Turnier mitzukämpfen. Freezer willigt unter der Bedingung ein, dass, wenn sie tatsächlich gewinnen sollten, er wieder zum Leben erweckt wird. Uranai Baba holt daraufhin Freezer ins Diesseits zurück, in welchem er als Toter bis zu 24 Stunden verbleiben kann. In der Zwischenzeit haben Gokus Freunde herausgefunden, worum es bei dem Turnier in Wirklichkeit geht. Krillin und C 18 wollen aussteigen, aber da Beerus ihnen mit der sofortigen Vernichtung droht, bleiben sie im Team. Somit besteht das fertige Team aus Son-Goku, Son-Gohan, Vegeta, Piccolo, C 17, C 18, Krillin, Muten Roshi, Tenshinhan und Freezer.

## Produktion und Veröffentlichung
Der Anime entstand bei Toei Animation unter der Regie von Kimitoshi Chioka. Das Charakterdesign entwarf Tadayoshi Yamamuro und die künstlerische Leitung lag bei Shinzō Yuki. Die Folgen werden seit 5. Juli 2015 Sonntags um 9:00 Ortszeit vom Sender Fuji TV und den restlichen Sendern des Networks ausgestrahlt. Die Ableger von Toei Animation in Lateinamerika haben sich die Lizenz für eine Lokalisierung gesichert.
Seit dem 23. Oktober 2016 zeigt der Streaming-Dienst DAISUKI die Serie mit englischen Untertiteln in Nordamerika, Großbritannien, Spanien, Deutschland und weiteren europäischen Ländern im Simulcast, spanische und russische Untertitel werden nachträglich hinzugefügt. Crunchyroll und AnimeLab begannen am selben Tag mit dem Simulcast, Crunchyroll jedoch nur in Nordamerika, Australien, Neuseeland, Lateinamerika und Südafrika und AnimeLab nur in Australien und Neuseeland. Die drei Anbieter veröffentlichten neben der neuesten Folge noch alle Episoden der Zukunfts-Trunks-Saga. Jede Woche sollen neben der neuesten Episode 10 ältere hinzugefügt werden.
In Deutschland wurden die ersten 52 Folgen der Serie zwischen dem 4. September 2017 und 16. November 2017 bei ProSieben Maxx ausgestrahlt. Ab dem 11. Juni 2019 wird die Erstausstrahlung ab Episode 53 auf dem Sender fortgesetzt.

### Synchronisation
Die deutsche Synchronfassung entstand bei TV+ Synchron und unter der Dialogregie von Felix Spieß und Fabian Kluckert. Das Dialogbuch stammt von Michael Herrmann. Die Synchronfassung entstand im Auftrag von Toei Animation Europe für den Sender ProSieben Maxx.
| Rolle                            | Japanischer Sprecher (Seiyū) | Deutscher Sprecher        |
| -------------------------------- | ---------------------------- | ------------------------- |
| Son Goku                         | Masako Nozawa                | Stefan Bräuler            |
| Goku Black                       | Masako Nozawa                | Stefan Bräuler            |
| Son Gohan                        | Masako Nozawa                | Sebastian Fitzner         |
| Son Goten                        | Masako Nozawa                | Marcel Mann               |
| Vegeta                           | Ryō Horikawa                 | Florian Hoffmann          |
| Bulma                            | Hiromi Tsuru                 | Carmen Katt               |
| Tights                           | Hiromi Tsuru                 | Melinda Rachfahl          |
| Trunks                           | Takeshi Kusao                | Sebastian Kluckert        |
| Beerus                           | Kōichi Yamadera              | Oliver Stritzel           |
| Whis                             | Masakazu Morita              | Oliver Feld               |
| Piccolo                          | Toshio Furukawa              | Felix Spieß               |
| Krillin                          | Mayumi Tanaka                | Daniel Gärtner            |
| Jaco                             | Natsuki Hanae                | Bastian Sierich           |
| Champa                           | Mitsuo Iwata                 | Klaus Lochthove           |
| Vados                            | Yuriko Yamaguchi             | Giovanna Winterfeldt      |
| Boo                              | Kōzō Shioya                  | Uwe Büschken              |
| Mr. Satan                        | Unshō Ishizuka               | Elmar Gutmann             |
| Videl                            | Yūko Minaguchi               | Maria Hönig               |
| Chichi                           | Naoko Watanabe               | Jennifer Weiß             |
| Meister Kaio                     | Jōji Yanami                  | Kaspar Eichel             |
| Muten Roshi                      | Masaharu Satō                | Thomas Kästner            |
| Prinz Pilaf                      | Shigeru Chiba                | Konrad Bösherz            |
| Mai                              | Eiko Yamada                  | Olivia Büschken           |
| Shu                              | Tesshō Genda                 | Dirk Petrick              |
| Kibitoshin                       | Shin'ichirō Ōta              | Fabian Oscar Wien         |
| Kaioshin                         | Shin'ichirō Ōta              | Hans Hohlbein             |
| Kaioshin von vor 15 Generationen | Ryōichi Tanaka               | F.G.M. Stegers            |
| C18                              | Miki Itō                     | Diana Borgwardt           |
| Marron                           | Hiroko Ushida                | Katie Okwuazu             |
| Shenlong                         | Ryūzaburō Ōtomo              | Matthias Kunze            |
| Yamchu                           | Tōru Furuya                  | Karlo Hackenberger        |
| Tenshinhan                       | Hikaru Midorikawa            | Sven Gerhardt             |
| Oolong                           | Naoki Tatsuta                | Bernhard Völger           |
| Dende                            | Aya Hirano                   | Christian Zeiger          |
| Zuno                             | Keiichi Sonobe               |                           |
| Freezer, Frost                   | Ryūsei Nakao                 | Thomas Schmuckert         |
| Sorbet                           | Shirō Saitō                  | Matthias Klages           |
| Tagoma                           | Kazuya Nakai                 | Otto Strecker             |
| Kommandant Ginyu                 | Katsuyuki Konishi            | Erich Räuker              |
| Hit                              | Kazuhiro Yamaji              | Sebastian Christoph Jacob |
| Cabba                            | Daisuke Kishio               | Sandro Blümel             |
| Magetta                          | Naoki Tatsuta                | André Beyer               |
| Botamo                           | Yasuhiro Takato              | Peter Sura                |
| Monaka                           | Masami Kikuchi               | Armin Schlagwein          |
| Schiedsrichter                   | Kazunari Tanaka              | Dirk Stollberg            |
| Galaktischer König               | Ken Uo                       | Jan Kurbjuweit            |
| Erzähler                         | Naoki Tatsuta                | Roland Hemmo              |
| Fuwa                             | Yasunori Masutani            | Harald Effenberg          |
| Jiren                            | Eiji Hanawa                  | Adam Nümm                 |

### Musik
Die Musik der Serie stammt von Norihito Sumitomo. Während der ersten 76 Folgen verwendete man für den Vorspann das Lied Chōzetsu Dynamic! (超絶☆ダイナミック!, Chōzetsu Dainamikku!) von Kazuya Yoshii. Ab Folge 77 ist das Titellied Genkai Toppa x Survivor (限界突破×サバイバー, Genkai Toppa x Sabaibā) von Kiyoshi Hikawa. Der Abspann der ersten 12 Episoden ist unterlegt mit dem Titel Hello Hello Hello (ハローハローハロー, Harō Harō Harō) von Good Morning America. Von Folge 13 bis 25 ist der Abspann mit dem Titel Starring Star (スターリングスター, Sutāringu Sutā) der Gruppe KEYTALK unterlegt. Von Folge 26 bis 36 ist das Abspann-Lied Usubeni (薄紅, dt. Hellrosa) der Gruppe LACCO TOWER. Von Folge 37 bis 49 ist der Abspann mit dem Lied Forever Dreaming der Gruppe Czecho No Republic unterlegt. Das Abspann-Lied von Folge 50 bis 59 ist Yokayoka Dance (よかよかダンス, Yokayoka Dansu) der Gruppe Batten Shōjo-tai. Das sechste Abspann-Lied Chāhan Music (炒飯MUSIC) der Gruppe Arukara ist von Folge 60 bis 72 zu hören. Von Folge 73 bis 83 ist der Abspann mit dem Lied Aku no Tenshi to Seigi no Akuma (悪の天使と正義の悪魔, dt. Böser Engel und gerechter Teufel) der Gruppe The Collectors unterlegt. Von Folge 84 bis 96 ist das Abspann-Lied „Boogie Back“ von Miyu Innoue.

## Manga
Bereits seit Juni 2015 erscheint ein Manga zur Fernsehserie im Magazin V Jump von Shūeisha. Akira Toriyama entwickelte die Geschichte konzeptionell und unterstützte die Umsetzung bis zu seinem Tod im März 2024, während Toyotarō das Konzept erzählerisch und zeichnerisch umsetzt. Bisher wurden die einzelnen, monatlich erscheinenden Kapitel in 24 Bänden zusammengebunden veröffentlicht (Stand: April 2025). Der Manga wird seit Mai 2017 auf Deutsch übersetzt bei Carlsen Manga veröffentlicht, das bereits Dragon Ball übersetzte. Zurzeit sind 23 Bände auf Deutsch erschienen (Stand Mai 2025).
Die Handlung des Mangas unterscheidet sich an einigen Stellen von der des Animes. Zum Beispiel versuchten im Manga die Bewohner eines Planeten, mithilfe eines Giftes, Beerus zu töten. Dies bestraft Beerus mit der Zerstörung des ganzen Planeten. Im Anime zerstörte Beerus nur den halben Planeten, da Beerus das Essen zwar schmeckte, es ihm aber zu ungesund war.
Außerdem wurde die Goldener-Freezer-Saga im Manga nicht adaptiert, da diese schon zum Erscheinen des Films Resurrection ‚F‘ im Jahr 2015 von Toyotarō adaptiert wurde, welche fast dieselbe Handlung wie in der Animeserie hat.
Des Weiteren tritt nach der Universum-Turnier Saga ein neuer Gegner auf (Moro). Während Son-Goku und Vegeta der Galaktischen Patrouille beitreten, konnte Moro seinen dritten Wunsch aussprechen. Hierdurch konnten Häftlinge eines Gefängnisses entkommen und sich Moro anschließen. Auf der Erde erfolgt dann der Kampf gegen Moro und seine Schergen, wobei Son-Goku die Technik "Super Instinct Sign" erlernt hat und Vegeta die Teleportation beherrscht.

## Filme
Nach dem Ende der Serie wurde ein Film, der nach der Handlung der Serie spielt, angekündigt. Der Film wurde für 2018 geplant und als Antagonist die Figur Broly, bereits aus drei DBZ-Filmen bekannt, enthüllt, wobei dieser Film ihn erstmals zum offiziellen DB-Kanon einführt. Die Premiere des Filmes fand am 14. November 2018 statt, während der japanische Kinostart am 14. Dezember 2018 erfolgte.
Am 30. August 2022 erschien mit Dragon Ball Super: Super Hero der zweite Film zu Dragon Ball Super.